# National Public Radio
A National Public Radio (rövidítve NPR) az Amerikai Egyesült Államok leghíresebb közszolgálati rádiója. Két legnépszerűbb műsora az All Things Considered és a Morning Edition.
Székhelye Washingtonban található.
1970. február 26-án alapították, a rádióállomás leváltotta a National Education Radio Networköt. Sugárzását csak 1971. április 21-én kezdte meg. Nem sokkal az indulása után elindult az All Things Considered is. 1977-ben egyesült a Közszolgálati Rádiók Szövetségével (Association of Public Radio Stations).
Az NPR elnöke ebben az időben Frank Mankiewicz volt, aki 1984-ben lemondott posztjáról. Az 1990-es évektől Delano Lewis lett a csatorna elnöke.
Indulása óta az NPR „egyszerű” közszolgálati rádióból egy egész szervezetté nőtte ki magát, számtalan rádió- és televíziócsatornával rendelkezik, amely az egész Egyesült Államokban fogható.
1998-ban azonban Lewis is elhagyta a National Public Radiot. Ugyanebben az évben Kevin Klose lett a vezérigazgató és az elnök is.
2002-ben a csatorna egy vadonatúj stúdiót épített Amerika nyugati partján. Céljuk ezzel az volt, hogy még több emberhez jussanak el. 2006-ban Ken Stern váltotta le Kevin Klose-t az NPR elnökeként.
2013-ban az NPR eltörölte a szintén népszerűnek számító beszélgetős műsort, a Talk of the Nationt.
A szervezet egészen a mai napig működik. Interneten keresztül az egész világon hallható az adása. Az NPR hosszú pályafutása alatt több botrányba is keveredett már, főleg a politikai álláspontja miatt.